# Sedlice (okres Strakonice)
Sedlice (Duits: Sedlitz, soms ter onderscheiding van andere plaatsen met dezelfde naam Sedlice u Blatné genoemd) is een kleine Tsjechische stad in de regio Zuid-Bohemen, en maakt deel uit van het district Strakonice. Sedlice telt 1298 inwoners (2023).

## Geschiedenis
- 2003 – De historische kern van Sedlice krijgt de status Beschermd stadsgezicht (Městská památková zóna).
- 2006 – De gemeente Sedlice krijgt (opnieuw) de status stad.[1]